# Chiroxiphia boliviana
El saltarín yunga (Chiroxiphia boliviana), también denominado saltarín de yungas (en Perú) o bailarín yungueño (en Argentina), es una especie de ave paseriforme de la familia Pipridae perteneciente al género Chiroxiphia. Es nativo de regiones andinas del centro oeste de América del Sur.

## Distribución y hábitat
Se distribuye en los faldeos orientales de la cordillera de los Andes desde el sur de Perú (al sur desde Cuzco) hasta el centro sur de Bolivia (al sur hasta Chuquisaca). Es una especie nueva para el norte de Argentina (Salta y Jujuy), con diversos registros a partir del año 2013.
Esta especie es considerada bastante común en su hábitat natural: el sotobosque de bosques húmedos montanos andinos (yungas), en altitudes entre 650 y 2150 m.

## Descripción
Mide 13 cm de longitud. Las patas son purpúreas. El macho se parece mucho con el saltarín dorsiazul (Chiroxiphia pareola), con su clásico dorso azul, pero sin las largas plumas centrales de la cola características de otras especies del género. Ostenta una cola notablemente larga, una corona rojo oscuro y el tarso es oscuro (y no amarillo-anaranjado). La hembra es verdoso uniforme y bastante inconspicua.

## Comportamiento

### Alimentación
Presumiblemente se alimenta de frutos, que busca en el bajo y medio estrato, aunque no está estudiado.

### Vocalización
Su llamado común de contacto es como un azote «tuiu...tuiu...tuiu», a menudo doblado y a veces triplicado. Cuando ejecuta la exhibición completa típica de las especies del género emite un zumbido, como el trinado de un insecto, que parece ser producido por las alas. Nótese que las tres primarias externas possuen curiosos fustes gruesos con barbas reducidas.

## Sistemática

### Descripción original
La especie C. boliviana fue descrita por primera vez por el ornitólogo estadounidense Joel Asaph Allen en 1889 como subespecie bajo el nombre científico Chiroxiphia pareola boliviana; la localidad tipo es «Apolo, La Paz, Bolivia».

### Etimología
El nombre genérico femenino «Chiroxiphia» se compone de las palabras del griego «kheir» o «kheiros» que significa ‘mano’ (en referencia al ala) y «xiphos» que significa ‘espada’, ‘sable’; y el nombre de la especie «boliviana», se refiere a Bolivia el país de descubrimiento.

### Taxonomía
Es monotípica. Hasta recientemente era considerada una subespecie de Chiroxiphia pareola, pero ahora reconocida como distinta con base en la ecología y la vocalización.